# Javorov list
Javorov list je list javorova stabla i priznati državni simbol Kanade. Zastava Kanade poznata je i kao Javorov list (eng. Maple Leaf). Zastava ima crvenu osnovu s bijelim kvadratom u sredini na kojem se nalazi stilizirani crveni javorov list. Javorov list simbolizira kanadsku prirodu i okoliš. List je također grb pokrajine Sammatti u Finskoj, a u Estoniji zeleni javorov list je znak za neiskusne vozače.

## Kronologija
- 1834. javorov list bio je jedan od brojnih amblema predloženih za zastupanje društva. Prvi gradonačelnik Montreala, Jacques Viger rekao je: „javor je kralj šume... simbol kanadskog naroda”.
- 1867. skladatelj Alexandar Muir je skladao rodoljubnu pjesmu "The Maple Leaf Forever" koja je postala neslužbena himna na engleskom govornom području Kanade.
- 1868. je uključen u grb Ontaria (zlatni javorov list) i Quebeca (zeleni javorov list).
- 1876. – 1901. javorov list se pojavljuje na svim kanadskim novcima, a vojnici su kacige ukrasili javorovim listom.
- 1921. našao je mjesto na kanadskom grbu.
- 1965. George F. G. Stanley dizajnira kanadsku zastavu s javorovim listom u sredini.
- 1979. Royal Canadian Mint proizvodi kanadske kovanice s javorovim listom od zlata, srebra, platine i paladija; kovanice su poznate kao Javorov list.